# Мёрингер, Джон
Джон Джозеф Мёрингер (англ. John Joseph Moehringer; родился 7 декабря 1964 года, Нью-Йорк, штат Нью-Йорк, США), известный под псевдонимом Дж. Р. Мерингер, — американский писатель, журналист и киносценарист, лауреат Пулитцеровской премии.

## Биография
Джон Мёрингер родился в 1964 году в Нью-Йорке в семье Джона и Дороти Мёрингеров. Его отец работал диджеем на радио. Родители развелись, Джон остался с матерью и жил с ней в Манхассете (Массачусетс) и Скотсдейле (Аризона). В 1982 году он окончил среднюю школу в Скотсдейле, в 1986 — Йельский университет. После этого Мёрингер начал карьеру журналиста. Он работал в The New York Times, с 1990 года жил в Брекенридже (Колорадо) и работал в Rocky Mountain News, в 1994 году стал корреспондентом Los Angeles Times. В 1998 году благодаря статье «Воскрешение чемпиона» Мёрингер вошёл в шорт-лист претендентов на Пулитцеровскую премию, в 2000 получил эту награду за статью «Переход».
В 2005 году Мёрингер опубликовал книгу воспоминаний «Нежный бар», признанную рядом американских СМИ лучшей книгой года и экранизированную в 2021 году Джорджем Клуни. Статья «Воскрешение чемпиона» стала литературной основой одноимённого художественного фильма 2007 года. В 2012 году Мёрингер издал роман «Саттон». Он стал соавтором мемуаров теннисиста Андре Агасси, бизнесмена Фила Найта, члена британского королевского дома принца Гарри («Запасной», 2023).
Мёрингер женат на Шеннон Уэлч, бывшем исполнительном редакторе HarperOne, вице-президенте и редакционном директоре издательства Penguin Random House с 2021 года. Он живёт в Калифорнии, у него двое детей.